# Miss Karaté Kid
Pour les articles homonymes, voir Karaté Kid.
Série Karaté Kid
Karaté Kid 3
(1989) Karaté Kid
(2010)
Pour plus de détails, voir Fiche technique et Distribution.
Miss Karaté Kid (The Next Karate Kid) est un film d'action et d'arts martiaux américain à caractère féministe, réalisé par Christopher Cain, sorti en 1994. C'est le quatrième de la saga Karaté Kid. Cependant, l'acteur Ralph Macchio, qui incarnait Daniel LaRusso dans les trois premiers films, n'apparaît pas dans ce quatrième opus. Il n'est que brièvement cité par Miyagi, interprété par Pat Morita.

## Synopsis
Kesuke Miyagi quitte Los Angeles pour se rendre à Boston afin d'assister à une cérémonie pour les soldats Nippo-Américains qui ont combattu durant la Seconde Guerre mondiale dans le 442e Regimental Combat Team. Là-bas, il rencontre Louisa Pierce, la veuve de son commandant de régiment, le lieutenant Jack Pierce. Il fait aussi la connaissance de Julie, la petite-fille de Jack Pierce. Julie est orpheline depuis le décès accidentel de ses parents. La jeune fille entretient des rapports compliqués avec sa grand-mère et a des problèmes avec l'autorité et la discipline. De plus, avec ses camarades et professeurs qui la provoquent stupidement, Julie ne trouve plus sa place dans son lycée, avec le redoutable colonel Dugan. Elle se lie cependant avec Eric McGowen.
Alors que la grand-mère de Julie doit s'absenter, Miyagi, le vieux maître en arts martiaux qui doit beaucoup au grand-père de Julie, propose de rester à Boston pour entraîner Julie au karaté.

## Fiche technique
Sauf indication contraire, les informations mentionnées dans cette section peuvent être confirmées par la base de données cinématographiques IMDb,  présente dans la section « Liens externes ».
- Titre original : The Next Karate Kid
- Titre français : Miss Karaté Kid
- Titre québécois : Le nouveau Karaté Kid[1]
- Réalisation : Christopher Cain
- Scénario : Mark Lee, d'après les personnages créés par Robert Mark Kamen
- Musique : Bill Conti
- Décors : Walter P. Martishius
- Photographie : László Kovács
- Son : Andy Wiskes
- Montage : Ronald Roose
- Production : Jerry Weintraub
  - Producteur délégué : R. J. Louis
  - Productrice associée : Susan Ekins
- Sociétés de production : Columbia Pictures
- Sociétés de distribution : Columbia Pictures (États-Unis), Columbia TriStar Films (France)
- Budget : 12 000 000 $ (estimation)
- Pays d'origine :  États-Unis
- Langue originale : anglais
- Format : couleur (Technicolor) - 35 mm - 1,85:1 - son Dolby - SDDS - Dolby Digital
- Genre : arts martiaux, action, drame
- Durée : 107 minutes
- Dates de sortie[1] :
  -  France et  Belgique : 3 août 1994
  -  Canada : 12 août 1994
  -  États-Unis : 12 août 1994 (sortie limitée)
  -  États-Unis : 9 septembre 1994
- Classification :
  - Tous publics en France
  - Classification (MPAA)[2] :  PG (Certaines scènes peuvent heurter les enfants - Accord parental souhaitable)

## Distribution
- Pat Morita (VF : Roger Carel) : Kesuke Miyagi
- Hilary Swank (VF : Virginie Mery) : Julie Pierce
- Michael Ironside (VF : Michel Creton) : le colonel Dugan
- Constance Towers (VF : Jacqueline Cohen) : Louisa Pierce
- Walton Goggins (VF : Thierry Wermuth) : Charlie
- Jim Ishida : le grand moine
- Daniel Inouye : lui-même
- Chris Conrad : Eric McGowen
- Frank Welker : Angel le faucon (voix)

## Production

### Développement
John G. Avildsen, réalisateur des trois premiers films de la saga, devait initialement faire ce film mais a préféré mettre en scène le film biographie 8 secondes sur la légende du rodéo Lane Frost (en). Il avait de plus peu apprécié l'expérience du tournage du 3e film. Par ailleurs, la série change pour la première fois de scénariste. Robert Mark Kamen laisse ici sa place à Mark Lee.

### Attribution des rôles
Miss Karaté Kid est le deuxième film de Hilary Swank, après un rôle secondaire dans Buffy, tueuse de vampires (1992) de Fran Rubel Kuzui.
Daniel Inouye, homme politique et sénateur américain, apparait dans le film dans son propre rôle.

### Tournage
Contrairement aux précédents films qui étaient tournés principalement en Californie, ce 4e film est principalement tourné dans le Massachusetts (Boston, Dorchester, Newton, Somerville, Rockport, Brookline, Groton, Ipswich). La scène d'ouverture a quant à elle été tournée dans le comté d'Arlington en Virginie et quelques autres à Las Vegas.

### Musique
Bandes originales de Karaté Kid
Karaté Kid 3
(1989) Karaté Kid
(2010)
Comme pour les trois premiers films, la musique du film est composée par Bill Conti. Outre ces compositions originales, on peut entendre les chansons Moving On Up de M People, Mystic Trader de Flesh for Lulu, Part Of Me de Randy Jacobs, Doing' The Dog de The Knack, I Want it All de Eve's Plum, Dreams de The Cranberries, Fascination de Jane Morgan, You de Ten Sharp, I Think I'm In Trouble de Exposé, In Your Eyes de Brian McKnight et You Gotta Be de Des'ree.
Liste des titres
1. The Next Karate Kid (00:24)
2. Regiment of Heroes (01:24)
3. Julie Storms Out (03:15)
4. Cops Chase Julie (01:09)
5. Trainyard Emotions (02:15)
6. 3M1 (02:10)
7. The Pizza Guy (00:31)
8. Julie and Miyagi (03:03)
9. Julie’s Fight (03:50)
10. Monk Headquarters (01:26)
11. Dining With Monks (02:51)
12. Julie-san Satori (02:25)
13. Training Montage (02:10)
14. Zen Archery (01:44)
15. Welcome Home, Julie (00:43)
16. Rooftop Fight (01:04)
17. Angel Flies (03:18)
18. The Monks Arrive (01:48)
19. Miyagi Tears (01:33)
20. Bowling For Monks (01:04)
21. The Alphas Drop In (00:54)
22. The Alphas Clobber Eric (03:14)
23. Julie Fights (03:42)
24. Miyagi’s Big Fight (03:35)

## Distinction
Miss Karaté Kid ne se distingue qu'avec une nomination aux Stinkers Bad Movie Awards 1994, dans la catégorie The Sequel Nobody Was Clamoring For (« la suite que personne ne réclamait »).